# Bradyetes pacificus
Bradyetes pacificus är en kräftdjursart som beskrevs av Ohtsuka, Boxshall och Michitaka Shimomura 2005. Bradyetes pacificus ingår i släktet Bradyetes och familjen Aetideidae. Inga underarter finns listade i Catalogue of Life.